# Schloss Oberschüpf

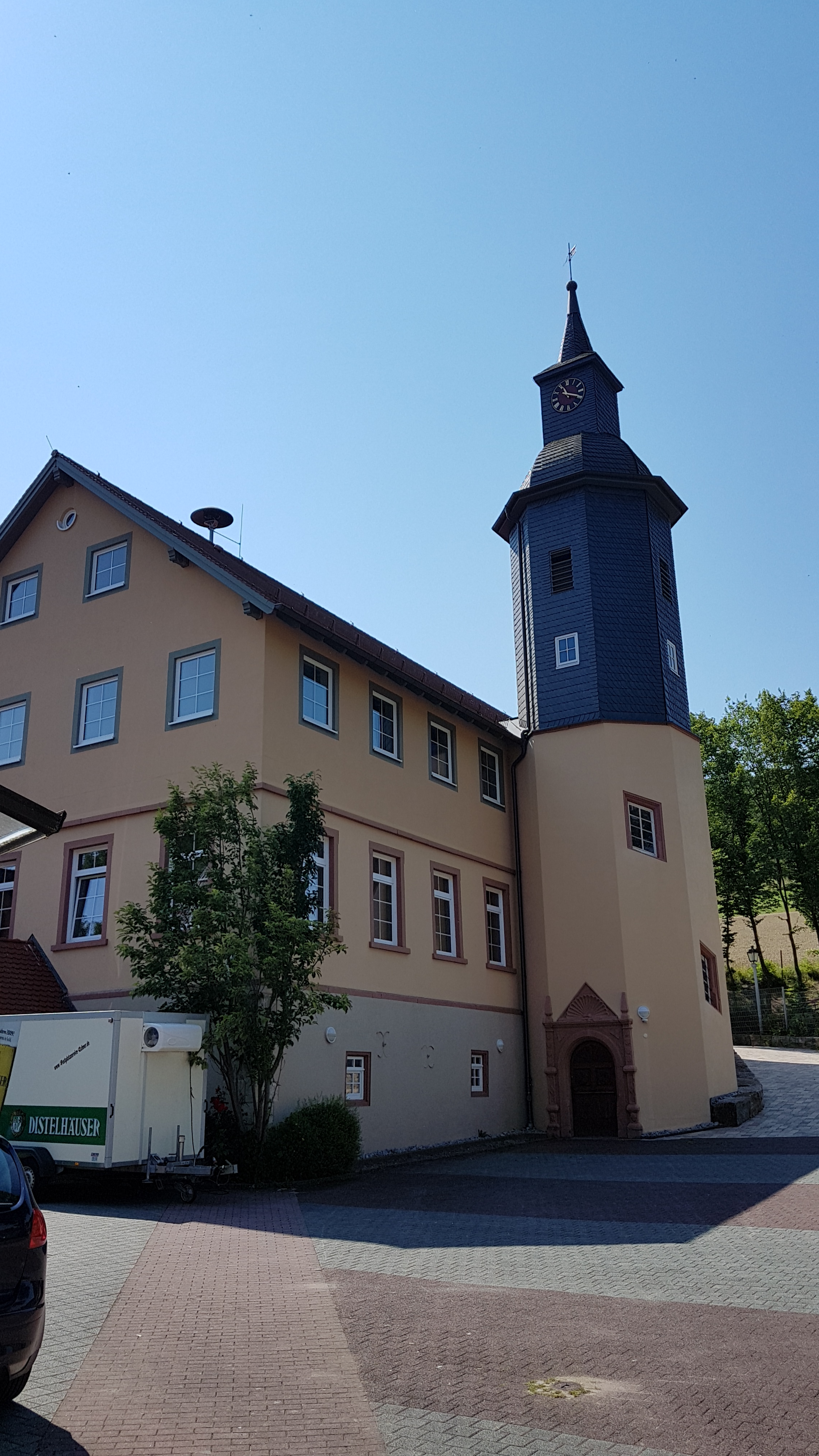
Schloss Oberschüpf, 2017

Das Schloss Oberschüpf, im Volksmund auch Neues Schloss Oberschüpf genannt, ist ein im Jahre 1587 erbautes Schloss in Oberschüpf bei Boxberg in Baden-Württemberg. Der Begriff Neues Schloss Oberschüpf entstand zur Unterscheidung des Schlosses von der Burg Schüpf (im Volksmund auch Altes Schloss Oberschüpf genannt). Es handelt sich um einen dreigeschossigen Renaissancebau mit schönem Renaissanceportal am Treppenturm. Nach einem verheerenden Brand im Juli 2009 wurde das Schloss Oberschüpf ab 2010 für etwa eine Million Euro wieder aufgebaut.

## Frühere und heutige Nutzung
Das Schloss diente früher auch einmal als Schule sowie als ehemaliges Rathaus der einst selbstständigen Gemeinde Oberschüpf. Teile des Schlosses werden heute als liegende Wohnung und als Bürgersaal genutzt. Der ausgebaute Schlosskeller  wird für Veranstaltungen genutzt. Teile des Schlosses werden als Dorfgemeinschaftshaus und vom Tischtennisverein genutzt.